# Самолшинский
Само́лшинский — хутор в Алексеевском районе Волгоградской области России. Административный центр Самолшинского сельского поселения.
Хутор расположен в 12 км северо-западнее станицы Алексеевской (по дороге — 14 км).
Дорога асфальтированная, автобусное сообщение. Хутор газифицирован. Есть средняя образовательная школа, Самолшинская школа-интернат «Алексеевский кадетский казачий корпус», медпункт, магазин.
Хутор расположен рядом с северной границей охотзаказника «Усть-Бузулукский». Пойма реки Старый Хопёр (рукав Хопра), места для охоты, рыбалки.

## История
По состоянию на 1918 год хутор входил в Тишанский юрт Хопёрского округа Области Войска Донского.